# Vernonia tenoreana
Vernonia tenoreana là một loài thực vật có hoa trong họ Cúc. Loài này được Oliv. miêu tả khoa học lần đầu tiên vào năm 1873.